# محمد علي الأراكي

الشيخ محمد علي الأراكي في أواخر أيامه

آية الله العظمى الشيخ محمد علي الأراكي (1312هـ - 1415هـ) عالم دين شيعي، ولد في 24 من جمادى الآخر عام 1312 ه.ق في مدينة أراك الإيرانية وتوفي في مستشفى الشهيد رجائي بطهران في 25 من جمادى الثاني 1415هـ ودفن في قم إلى جوار حرم السيدة فاطمة المعصومة.

## سيرته[2]
كان له منزلة عالية عند العلماءو اعترف العديد من العلماء بفضله وعلمه، وإليه انتهت المرجعية بعد وفاة روح الله الخميني ومحمد رضا الگلپایگاني.
و كان الأراكي من المدافعين عن الثورة الإسلامية وقائدها روح الله الخميني ومن العاملين على تقوية النظام الإسلامي.
و كان امام جماعة صلاتي المفرب والعشاء في المدرسة الفيضية بقم وامام جماعة صلاتي الظهر والعصر في حرم السيدة فاطمة المعصومة بقم لمدة خمسين عاماً تقريباً.
كذلك كان له مجالس علم وموعظه و إحياء أمر أهل البيت.

## أساتذته[2]
1. جعفر الشيثي.
2. عباس الإدريس آبادي.
3. محمد سلطان العلماء.
4. آقا نور الدين العراقي.
5. عبد الكريم الحائري.

## تلامذته
1- محمد الشاه آبادي بن محمد علي الشاه آبادي.
2- محمد تقي ستوده.
3- محسن الحرم پناهی.
4- علی پناه الاشتهاردي.
5- محسن الخرازي
6- أبو الحسن المصلحي.

### مكانته العلمية[2]
كان الشيخ الأراكي متضلعاُ بالفقه والاصول، وقد حصل على هذه المهارة بعد سنوات عديدة من البحث والتدريس والتصنيف في جميع ابواب الفقه، وبالإضافة إلى ذلك كان تقياً عدلاً نزيهاً وهي صفات أهلته للمرجعية.

### مرجعيته:[2]
بعد وفاة الامام ابو القاسم الخوئي انتقل مقلدوا السيد الخوئي إلى تقليد السيد الكلبيكاني، وبعد واستشهاد محمد رضا الكلبيكاني قلدوا السيد عبد الاعلى السبزواري فبعد استشهاده اتجهت الانضار الى الشيخ الإراكي بشكل أكثر؛ إلا ان ذلك لم يطل لكن استشهد.

### مشاريعه:[2]
يمكن ايجازها بما يأتي:
1 ـ دعمه واسناده لمشروع تأسيس الحوزة العلمية في قم من قبل استاذه الشيخ الحائري.
2 ـ إقامته واسناده لصلاة الجمعة حيث يقول: (برأيي ان صلاة الجمعة واجبة).
3 ـ إقامة صلاة الجماعة في مرقد السيدة المعصومة (عليها السلام ) في قم، وفي المدرسة الفيضية المجاورة للمرقد مدة خمس وثلاثين سنة.

## مصنفاته
1. تعليقة على دُرر الفوائد للشيخ عبد الكريم الحائري .
2. تقريرات بحث الأُصول للشيخ عبد الكريم الحائري .
3. تقريرات بحث الفقه للشيخ عبد الكريم الحائري .
4. تقريرات بحوث الشيخ سلطان العلماء الأراكي .
5. الحاشية على العروة الوثقى، باللغة الفارسية .
6. رسالة في الاجتهاد والتقليد .
7. رسالة في نفقة الزوجة .
8. كتاب النكاح والطلاق .
9. رسالة الاستفتاءات .
10. المكاسب المحرّمة .
11. رسالة في الخمس .
12. رسالة في الإرث .
13. المسائل الواضحة .
14. كتاب الطهارة .
15. كتاب الصلاة .
16. مناسك الحج .
17. زبدة الأحكام .
18. كتاب البيع .
19. الخيارات .
20. رسالة في إثبات ولاية مولانا أمير المؤمنين.